# Surendranagar (huyện)
Huyện Surendranagar là một huyện thuộc bang Gujarat, Ấn Độ. Thủ phủ huyện Surendranagar đóng ở Surendranagar. Huyện Surendranagar có diện tích 10489 ki lô mét vuông. Đến thời điểm năm 2001, huyện Surendranagar có dân số 1515147 người.